# Police ferroviaire en France
 (mai 2022).
Si vous disposez d'ouvrages ou d'articles de référence ou si vous connaissez des sites web de qualité traitant du thème abordé ici, merci de compléter l'article en donnant les références utiles à sa vérifiabilité et en les liant à la section « Notes et références ».
La Police ferroviaire en France est composée en 2015 de trois corps distincts :
- Sûreté ferroviaire, anciennement Surveillance générale (SUGE), police de la SNCF ;
- Groupe de protection et de sécurité des réseaux (GPSR), ou « sûreté RATP », police de la RATP ;
- Service national de la police ferroviaire, département de la Police nationale s'occupant du réseau ferroviaire.